# بولفينية كواكامية
بولفينية كواكامية (الاسم العلمي:Paulownia kawakamii) هي نوع من النباتات تتبع جنس البولفينية من فصيلة البولفينية.

## انظر أيضا

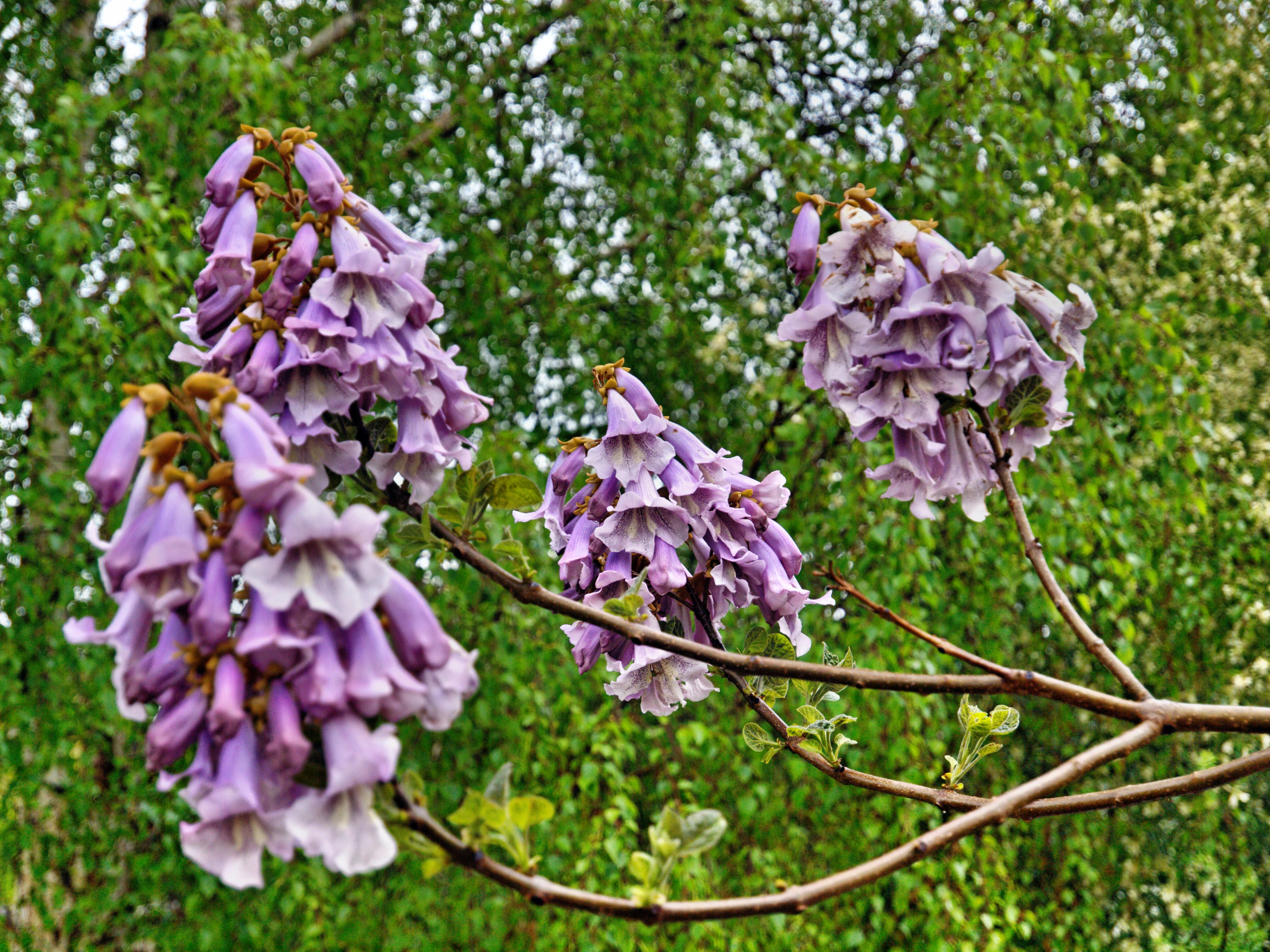
Flowers of Paulownia kawakamii